# Broadway Bill
Broadway Bill (engelska: Riding High) är en amerikansk musikalfilm från 1950 i regi av Frank Capra. Huvudrollen spelas av Bing Crosby. Filmen är en nyinspelning av en tidigare Capra-film, Han, hon och hästen (1934). 

## Rollista i urval
- Bing Crosby - Dan Brooks
- Coleen Gray - Alice Higgins
- Charles Bickford - J. L. Higgins
- Frances Gifford - Margaret Higgins
- William Demarest - Happy
- Raymond Walburn - professor Pettigrew
- James Gleason - sekreterare på galopptävling
- Ward Bond - Lee
- Clarence Muse - Whitey
- Percy Kilbride - Pop Jones
- Harry Davenport - Johnson
- Frankie Darro - jockeyn Ted Williams
- Douglass Dumbrille - Eddie Howard
- Joe Frisco - sig själv
- Irving Bacon - hamburger man
- Charles Lane - Erickson
- Margaret Hamilton - Edna
- Rand Brooks - Henry Early
- Willard Waterman - Arthur Winslow
- Marjorie Lord - Mary Winslow
- Dub Taylor - Joe
- Paul Harvey - Mr. Whitehall
- Stanley Andrews - veterinär (ej krediterad)
- Oliver Hardy - spelare på galopptävling (ej krediterad)

## Musik i filmen
- "A Sure Thing" (Jimmy Van Heusen/Johnny Burke): sjungs av Bing Crosby
- "Someplace on Anywhere Road" (Jimmy Van Heusen/Johnny Burke): sjungs av Bing Crosby & Clarence Muse
- "The Whiffenpoof Song": sjungs av Bing Crosby, Raymond Walburn & William Demarest
- "Sunshine Cake" (Jimmy Van Heusen/Johnny Burke): sjungs av Bing Crosby, Clarence Muse & Coleen Gray
- "The Horse Told Me" (Jimmy Van Heusen/Johnny Burke): sjungs av Bing Crosby
- "Camptown Races": sjungs av Bing Crosby, Coleen Gray & Clarence Muse